# Linda Manz
Linda Manz (* 20. August 1961 in New York City; † 14. August 2020 in Palmdale, Kalifornien) war eine US-amerikanische Schauspielerin.

## Leben und Karriere
Linda Manz wurde in einfache Verhältnisse in New York City geboren. Ihr Vater verließ die Familie, als sie zwei Jahre alt war, und Manz musste später mehrfach die Schule wechseln. Ihre Mutter, die lange als Putzfrau im World Trade Center arbeitete, brachte sie schon früh in Schauspiel- und Tanzklassen unter, in der Hoffnung, dass ihre Tochter eine Showkarriere starten könne. Bei einem Casting für den Film In der Glut des Südens fiel sie dem Regisseur Terrence Malick positiv auf, der sie in der zentralen Rolle der jungen Linda besetzte, die gemeinsam mit ihrem von Richard Gere gespielten älteren Bruder und dessen Geliebter durch das ländliche Amerika zieht. Der 1976 gedrehte, aber erst 1978 in den Kinos veröffentlichte Film wird aus Lindas Perspektive erzählt und sie fungiert als Erzählerin, wobei Manz ihre Erzähltexte im Film auf Anweisung von Malick zu einem großen Teil spontan improvisierte. In der Glut des Südens erwies sich als großer Kritikerfolg und brachte Manz exzellente Kritiken ein.
Nach einer Nebenrolle als jugendliches Bandenmitglied in Philip Kaufmans Film The Wanderers (1979) sowie der Mitwirkung an der kurzlebigen Sitcom Dorothy (1980) spielte Manz im Jahr 1980 die Hauptfigur in Dennis Hoppers Kultfilm Out of the Blue. Sie verkörperte ein rebellisches und punkiges Teenagermädchen, dessen Vater von Hopper gespielt wurde, mit einer Vorliebe für Rockmusik. Hopper vergrößerte, wie es bereits Malick bei In der Glut des Südens getan hatte, während der Dreharbeiten die Rolle von Linda Manz, da er sich von ihrem Charisma beeindruckt zeigte. Nach der weiblichen Hauptrolle in der Teeniekomödie Longshot – Ihre Chance ist 1:1000 (1981) an der Seite von Leif Garrett wurde es zunehmend still um sie. 1983 spielte sie in dem wenig beachteten Film Mir reicht’s – ich steig aus des deutschen Regisseurs Gustav Ehmck, was für 15 Jahre ihre letzte Kinorolle blieb. Als Grund für ihre erlahmende Karriere gab Manz später an, dass sie keinen richtigen Hollywood-Agenten gehabt habe, zudem eine große Konkurrenz unter Jungschauspielern in Hollywood geherrscht und sie schließlich eine Familie gegründet habe.
1997 hatte Manz ein kurzes Comeback, als der von ihren früheren Schauspielleistungen beeindruckte Regisseur Harmony Korine sie für seinen umstrittenen und preisgekrönten Film Gummo aus dem Schauspielruhestand holte. In diesem Film spielte sie die Mutter des Hauptcharakters Salomon, mit dem sie gemeinsam in einer heruntergekommenen Kleinstadt ihr Dasein fristet. Ebenfalls 1997 spielte sie in David Finchers starbesetztem Thriller The Game in einer kleineren Rolle die Zimmergenossin von Deborah Kara Ungers Figur. Anschließend verabschiedete sie sich wieder von der Schauspielerei. Die Journalistin Claire Mary Healy beschrieb 2019 in einem Artikel über Linda Manz ihre Leinwandpräsenz:

„(…) die androgyne New Yorkerin brachte eine raue, ungeschützt wirkende Art weiblicher Jugend auf die Leinwand, wie niemand zuvor und niemand danach.“

1985 heiratete Manz den Kameraoperateur und Obstbauern Bobby Guthrie, das Paar hatte drei Söhne. Laut einem der seltenen Interviews mit Manz aus dem Jahr 2011 lebte sie mit ihrem Mann im kalifornischen Antelope Valley und war inzwischen Großmutter geworden. Sie starb im August 2020 im Alter von 58 Jahren an den Folgen von Lungenkrebs.
In der feministischen Filmzeitschrift Another Gaze erschienen 2022 Twenty-Eight Portraits of Linda Manz (1961–2020), Autorin dieser literarischen Würdigung war Kathryn Scanlan.

## Filmografie
- 1978: In der Glut des Südens (Days of Heaven)
- 1978: König der Zigeuner (King of the Gypsys) (im Abspann ungenannt)
- 1979: The Wanderers
- 1979: Dorothy (Fernsehserie, vier Folgen)
- 1979: Promenade am Strand (Boardwalk)
- 1979: Waisen ohne Hoffnung (Orphan Train; Fernsehfilm)
- 1980: Out of the Blue
- 1981: Longshot – Ihre Chance ist 1:1000 (Longshot)
- 1983: Mir reicht’s – ich steig aus
- 1985: Große Märchen mit großen Stars (Faerie Tale Theatre; Fernsehserie, Folge The Snow Queen)
- 1997: Gummo
- 1997: The Game